# Hilda Sjölin
Hilda Aurora Amanda Sjölin, född 28 juli 1835 i Malmö, död  7 juni 1915 i Hörby församling, Malmöhus län, var en av Sveriges allra första kvinnliga yrkesfotografer.  
Den 24 maj 1860 annonserade hon i Malmö att hon utförde fotograferingar på glas, vaxduk och papper, och i februari 1861 hade hon upprättat en ateljé på Västergatan i samma hus hon växte upp. Hon blev snart en god medtävlare till C. M. Tullberg, stadens andra fotograf, och behövde inte längre annonsera; hon gjorde ofta så kallade visitkortsbilder och porträttfotografering, men utförde från 1864 också bilder av staden. Hon var den första fotograf som utförde stereoskopiska bilder av Malmö. Hon tycks ha upphört med sin verksamhet 1870; enligt andra källor varade hennes karriär längre, men hon ska dock inte varit lika aktiv efter de första femton åren. 
Hon förblev ogift. 1884 lämnade hon Malmö och 1910 bosatte hon sig med sin ogifta syster i Hörby.